# James Morrison (sångare)
James Morrison, ursprungligen James Morrison Catchpole, född 13 augusti 1984 i Rugby, Warwickshire, är en brittisk sångare och gitarrist. Han debuterade 2006 med albumet Undiscovered och har haft hitar som "You Give Me Something", "You Make It Real" och "Broken Strings", en duett med Nelly Furtado.

## Diskografi
Studioalbum
- 2006 – Undiscovered
- 2008 – Songs for You, Truths for Me
- 2011 – The Awakening
- 2015 – Higher Than Here
- 2019 – You're Stronger Than You Know

EPs
- 2009 – Live from Air Studios, London
- 2011 – iTunes Festival: London 2011

Singlar (topp 50 på UK Singles Chart)
- 2006 – "You Give Me Something" (#5)
- 2006 – "Wonderful World" (#8)
- 2006 – "The Pieces Don't Fit Anymore" (#30)
- 2008 – "You Make It Real" (#7)
- 2008 – "Broken Strings" (med Nelly Furtado) (#2)
- 2009 – "Please Don't Stop the Rain" (#33)
- 2011 – "I Won't Let You Go" (#5)
- 2011 – "Up" (med Jessie J) (#30)